# 자작나무
자작나무(영어: Betula platyphylla, the Japanese white birch 또는 Siberian silver birch, 문화어: 봇나무)는 참나무목 자작나무과의 식물이다. 겨울에 잎이 지는 큰키나무다.

## 생태
대개 20m쯤 자라며 북부 지방의 깊은 숲에서 자란다. 나무의 껍질은 백색이며 얇게 가로로 벗겨지며 거칠지 않으며 부드럽다. 잎은 어긋나게 붙고 세모에 가까운 계란꼴로 끝이 뾰족하다. 암수한그루이고 꽃은 4~5월에 아래로 드리워지면서 핀다. 원통 모양의 열매도 아래로 드리우면서 달리고 9~10월에 여문다.

## 쓰임새
자작나무는 나무 껍질로 아주 유명하다. 하얗고 윤이 나며 종이처럼 얇게 벗겨진다. 예전엔 이 자작나무 껍질에 불을 붙여 사용했다. 결혼식을 올리는 것을 화촉(華燭)을 밝힌다고 하는데, 그 화촉이 자작나무 껍질이다. 또, 자작나무 껍질에 그림을 그리고 글씨도 썼다. 신라의 천마도도 자작나무 껍질에 그린 것이다.
자작나무 목재는 박달나무와 마찬가지로 아주 단단하고 치밀하고 결이 고와서 가구도 만들고 조각도 한다. 게다가 벌레도 거의 잘 먹지 않아서 오래간다. 해인사 팔만대장경 경판의 일부도 자작나무가 재료이다.
또한, 자작나무 목재에는 다당체인 자일란이 함유되어 있기 때문에 핀란드에서는 자작나무 속의 자일란을 자일로스로 변환시켜 추출한 뒤 정제 및 환원 과정을 거쳐 자일리톨을 만들기도 한다. 자일리톨을 자작나무 설탕이라고도 부르는 것도 바로 이 때문이다. 자작나무는 공원수나 가로수, 조림수로 쓰이고 있으며 중부 지방 이남에서 주로 심고 있다.

## 참고 문헌
고경식 (2003년 5월 25일) 한국식물검색도감(수목). 아카데미서적